# El-Al-Flug 1862
Koordinaten: 52° 19′ N, 4° 59′ O
El-Al-Flug 1862 war ein Frachtflug der israelischen Fluggesellschaft El Al, bei dem am 4. Oktober 1992 eine Boeing 747-258F verunglückte. Die Maschine stürzte aufgrund von Materialversagen in einen Wohnblock in Amsterdam-Zuidoost, wobei alle vier Menschen an Bord sowie 39 am Boden ums Leben kamen.

## Allgemeines

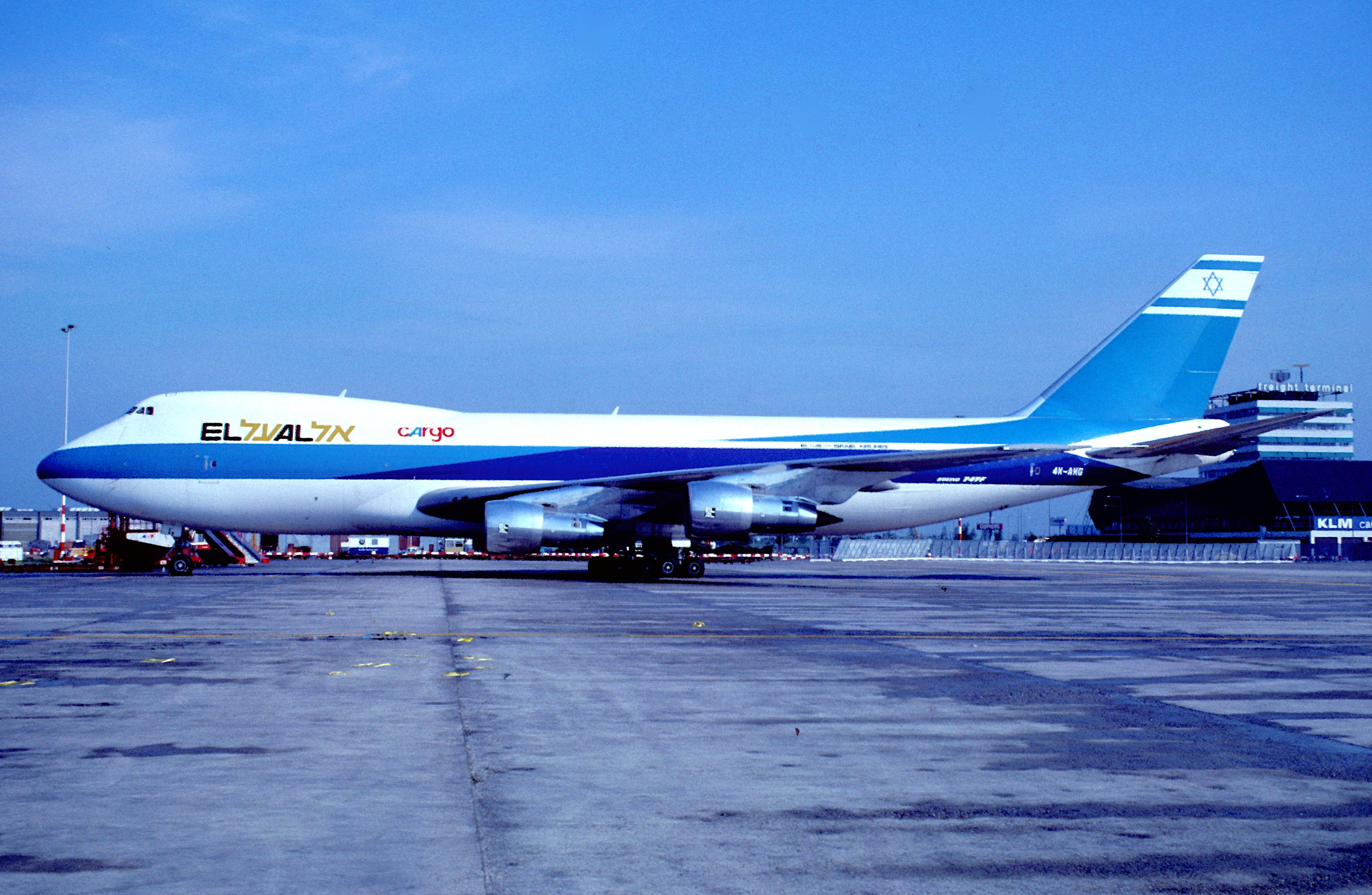
Unfallmaschine (Flughafen Schiphol)

Die Boeing 747–258F wurde 1979 als Frachtmaschine gebaut und direkt an die staatliche israelische Fluggesellschaft El Al ausgeliefert. Bis zum Unfall hatte sie 45.764 Flugstunden und 10.107 Starts bzw. Landungen absolviert. Sie war am Unglücktag unterwegs auf einem Flug von New York City (John F. Kennedy International Airport) nach Tel Aviv via Amsterdam.
Sie hatte drei Personen Besatzung und eine Mitarbeiterin der Fluggesellschaft an Bord. Nach der Zwischenlandung in den Niederlanden hob das Flugzeug am 4. Oktober, einem Sonntag, um 18:22 Uhr vom Flughafen Schiphol ab.

## Unfallhergang

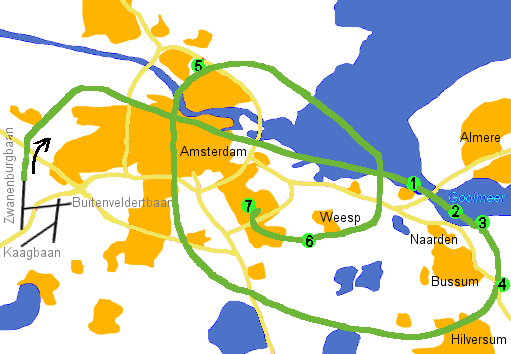
Flugpfad der Maschine vom Start bis zum Absturz:
① Triebwerke 3 und 4 brechen ab.
② Fundort der Triebwerke 3 und 4.
③ Erster Notruf „Mayday“ der Piloten.
④ Die Piloten berichten von einem Feuer im Triebwerk.
⑤ Die Piloten melden Probleme mit den Landeklappen.
⑥ Das Flugzeug ist nicht mehr zu kontrollieren.
⑦ Absturzort

Während des Steigflugs riss das innere Triebwerk (Triebwerk Nr. 3) von der rechten Tragfläche ab. Grund war ein Ermüdungsbruch oder Materialfehler in einem der vier Scherbolzen, die zusammen ein 747-Triebwerk halten. Die Scherbolzen sind so konstruiert, dass sie beim Auftreten starker Vibrationen an einer Sollbruchstelle nachgeben – ein stark beschädigtes Triebwerk soll wegbrechen können, ohne größere Schäden an der Tragfläche zu verursachen. Nach dem Bruch des ersten Scherbolzens gaben auch die restlichen drei aufgrund der Überbelastung an ihren Sollbruchstellen wie vorgesehen nach.
Das abgerissene Triebwerk zog unter Vollschub nach vorne und drehte dann seitlich nach rechts weg in das äußere Triebwerk (Triebwerk Nr. 4) der rechten Tragfläche, das daraufhin ebenfalls abbrach. Die beiden wegbrechenden Triebwerke beschädigten die Nasenkante und die Vorflügel der rechten Tragfläche erheblich, rissen Teile davon ab und beschädigten die Verkleidung großflächig. Dieser Abriss von etwa 10 m² der Verkleidung verschlechterte die aerodynamischen Eigenschaften der rechten Tragfläche dramatisch. Der Verlust der Triebwerke bewirkte ferner das Bersten mehrerer Hydraulikleitungen und damit den Ausfall von zwei der vier Hydrauliksysteme der Boeing 747.:40–43
Der verminderte Auftrieb der beschädigten Tragfläche wurde noch im Steigflug teilweise durch das fehlende Gewicht der beiden abgerissenen Triebwerke kompensiert. Zwar kippte die Maschine nach rechts weg, konnte vom Kapitän aber zunächst wieder unter Kontrolle gebracht werden.
Das Flugzeug war durch den einseitigen Schub bei voller Frachtbeladung, die auf nur noch zwei (statt vier) Systeme begrenzte Hydraulik:43 sowie die Verkleidungsschäden an der rechten Tragfläche nur noch sehr schwer steuerbar. Der Copilot setzte einen Notruf ab und bat um sofortige Rückkehr zum Flughafen Schiphol. Der Lotse erteilte die Erlaubnis. Dem Kapitän gelang es, eine notwendige Schleife zu fliegen, um Höhe für den Landeanflug abzubauen. Die Besatzung hatte keine Kenntnis vom tatsächlichen Ausmaß der Schäden und vermutete lediglich einen Ausfall der Triebwerke 3 und 4.:36–37 Auch die schweren Beschädigungen der Tragfläche konnte die Besatzung nicht erkennen, da man vom Cockpit der 747 keine Sicht auf die Triebwerke hat. Da die Unfallmaschine auch im Oberdeck hinter dem Cockpit nicht über Fenster verfügte, hätte die Crew auch von dort keinen Blick nach draußen werfen können, um die Schäden zu erkennen. Sie war also „blind“ und rein auf ihre Instrumente angewiesen.:11, 36–37

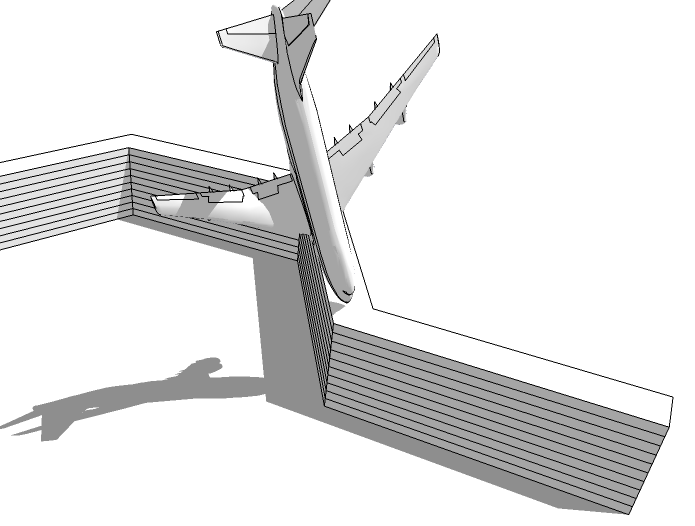
Einschlagssituation (maßstabsgetreue Darstellung)

Am Anfang des Landeanflugs verringerte der Kapitän die Geschwindigkeit gemäß der dafür notwendigen Vorgehensweise. Als bei etwa 400 km/h die Vorflügel und Landeklappen nur einseitig ausfuhren, geschah das Unvermeidliche: Durch die Verringerung der Geschwindigkeit verlor die schwer beschädigte rechte Tragfläche aufgrund eines teilweisen oder völligen Strömungsabrisses ihren Auftrieb, während die linke Tragfläche durch das Ausfahren der Hochauftriebshilfen für geringe Geschwindigkeiten enorm an Auftrieb gewann. Dadurch rollte das Flugzeug unkontrollierbar zur Seite. Etwa neun Minuten nach dem Start stürzte die Maschine im südöstlichen Amsterdamer Stadtteil Bijlmermeer in ein zehnstöckiges Wohnhaus
(Koordinaten 52° 19′ 8″ N, 4° 58′ 30″ O).
Mehr als 50 Wohnungen standen in Flammen, auslaufendes Kerosin setzte zudem Bäume, Sträucher und Rasenflächen in Brand. Die Amsterdamer Feuerwehr und die Löschzüge des Flughafens erreichten den Unfallort gegen 18:40 Uhr. Nachdem sie über Funk erfahren hatten, dass nicht – wie anfangs vermutet – eine voll besetzte Passagiermaschine, sondern ein Frachtflugzeug abgestürzt war, und sie beim Flugzeug auch keine Opfer fanden, konzentrierten sich die Rettungstrupps auf das Gebäude. Systematisch wurden alle Wohnungen durchsucht und zunächst 20 Verletzte gefunden. Um 21 Uhr war der Brand unter Kontrolle.
Wenig später begannen Abbruchunternehmen, mit Kranen und Baggern Betonteile abzutragen. Dabei bargen die Rettungsstaffeln 43 Tote, unter ihnen auch die drei Besatzungsmitglieder und die El-Al-Mitarbeiterin. Dass die Opferzahlen nicht höher lagen, führten die Verantwortlichen darauf zurück, dass viele Hausbewohner zu dieser Uhrzeit am Sonntagabend nicht zu Hause gewesen waren.

## Unfallursache
Ursache für den Abriss von Triebwerk Nr. 3 war der Bruch eines der vier Scherbolzen, die das Triebwerk an Ort und Stelle halten sollen. Dies wurde durch die Untersuchung der abgerissenen und später im Gooimeer gefundenen Triebwerke bewiesen. Es lag hier ein Materialfehler oder ein Ermüdungsbruch vor. Sowohl ein Materialfehler als auch ein drohender Ermüdungsbruch hätten allerdings bei den Routineinspektionen entdeckt werden müssen, was nicht geschehen war. Boeing-747-Betreiber wurden daraufhin verpflichtet, alle derartigen Scherbolzen mit neuen Methoden zu inspizieren beziehungsweise auszutauschen.
Wie sich anhand von späteren Simulatorflügen herausstellte, war der Absturz nach den Beschädigungen der rechten Tragfläche durch keine fliegerische Vorgehensweise mehr aufzuhalten. Sobald die Geschwindigkeit für die Einleitung des Landeanflugs gedrosselt wird, setzt unvermeidlich ein Strömungsabriss an der beschädigten Tragfläche ein, und das Flugzeug gerät in einen unkontrollierbaren Zustand. Es gibt keine Möglichkeit, ein Flugzeug mit derart schweren Tragwerksschäden zu landen, der Absturz war daher unvermeidlich. Daran hätte sich auch nichts geändert, wenn die Besatzung das wahre Ausmaß der Beschädigungen gekannt hätte. Dennoch kritisierten die niederländischen Flugunfalluntersuchungsermittler die Flugsicherung dafür, dass sie die ihr vorliegenden Informationen über das wahre Ausmaß der Beschädigungen nicht an die Piloten weitergegeben hatte. Zwar hätte dies wahrscheinlich nichts am Ausgang des Fluges geändert, doch es hätte der Besatzung einen besseren Gesamtüberblick über die Situation geben können.:87–89 Mit diesem Wissen wiederum hätte es die Crew vermeiden können, den dichtbesiedelten Stadtteil Bijlmermeer zu überfliegen.
Die Erkenntnisse aus der Untersuchung dieses Absturzes und des fast identischen Absturzes von China-Airlines-Flug 358 zehn Monate früher führten dazu, dass Boeing Änderungen an den Pylonen aller im Einsatz befindlichen 747 anordnete.

## Ladung
Lange Zeit war unklar, was die Transportmaschine geladen hatte. Zunächst war seitens der Fluggesellschaft nur von Blumen und Parfüm die Rede. Inzwischen werden Rüstungsgüter wie Gewehrmunition und Ersatzteile für Raketen (AIM-9 Sidewinder und Patriot) zur Ladung gezählt.
1998 erklärte die Fluggesellschaft El Al, dass auch 190 Liter der Chemikalie Dimethylmethylphosphonat (DMMP) an Bord des Flugzeuges waren. Diese Chemikalie wird vor allem als Kraftstoffadditiv und Flammschutzmittel verwendet. Sie ist aber auch Ausgangsstoff bei der Erzeugung des Nervengases Sarin. Die Chemikalie sollte mit Genehmigung des amerikanischen Handelsministeriums an das Israelische Institut für biologische Forschung geliefert werden. Einem israelischen Regierungssprecher zufolge sollte das DMMP dort zum Testen von Gasmasken und Filtern gegen chemische Angriffe eingesetzt werden. Es sei auf der Ladeliste ordnungsgemäß deklariert gewesen. Das niederländische Außenministerium bestätigte, dass ihm die Ladung bekannt sei. Eine 1999 eingesetzte Untersuchungskommission des niederländischen Parlaments kam zum Schluss, dass es lediglich kleinere, erklärbare Ungereimtheiten in der Dokumentation der Ladung und keinen Hinweis auf gefälschte Ladepapiere gebe. Von der Ladung sei keine Gesundheitsgefahr für die Anwohner oder die Rettungskräfte ausgegangen.
In Maschinen dieses Typs wurde abgereichertes Uran als Ballast verwendet, um Schwingungen zu vermeiden. Die Kommission des niederländischen Parlaments kam zu dem Schluss, dass eine Vergiftung größerer Gruppen unwahrscheinlich sei. Es sei aber explizit möglich, dass einzelne Personen Uranoxid-Partikel nach dem Absturz eingeatmet hätten.

## Cockpit Voice Recorder
Nach dem Absturz wurde zwar der Flugdatenschreiber gefunden, allerdings nicht der Stimmrekorder. Während ein Feuerwehrmann behauptete, so ein Gerät gefunden und in einen Sammelbehälter gegeben zu haben, gibt es auch Spekulationen, dass das Flugzeug gar kein solches Gerät am Bord gehabt haben könnte, was bei militärischem Einsatz in Israel normal sei. Zwölf Augenzeugen sagten aus, dass wenige Minuten nach dem Absturz Personen in Helmen und weißen Anzügen das Flugzeug durchsucht hätten, sodass es möglich sei, dass da Gegenstände „gestohlen“ wurden. Der Feuerwehr war zu Beginn untersagt worden, in den Bereich des Flugzeugwracks zu kommen. Es gab einen öffentlichen Aufruf mit Auslobung einer Belohnung auf Plakaten, und es wurden Weiher ausgepumpt, um den Stimmrekorder zu finden. All dies blieb ohne Erfolg. Die Spekulationen, dass die Maschine keinen Stimmrekorder an Bord gehabt habe, wurden allerdings durch die Aussage des El-Al-Mitarbeiters C. M. Gaalman widerlegt. Dieser sagte vor dem Untersuchungsausschuss des niederländischen Parlaments aus, dass er sowohl den Flugdatenschreiber als auch den Stimmrekorder in der Maschine gesehen habe. Das ist bei Frachtmaschinen durchaus möglich, da die Geräte frei im „nackten“ Rumpf montiert und ‒ anders als bei Passagierflugzeugen ‒ im Regelfall nicht durch Plastikverkleidungen verdeckt sind. Sie befinden sich im Heck des Flugzeuges unmittelbar nebeneinander.:106–107

## Folgen für die Überlebenden
Im September 2023 wurde auf ZDFinfo eine Dokumentation des Filmemachers Noam Pinchas ausgestrahlt, die den Ablauf der Flugzeugkatastrophe und ihre Aufarbeitung mit zum Teil bis dahin unveröffentlichtem Archivmaterial nachzeichnet. Dem Regisseur ging es unter anderem um die Frage, „was auf dem Spiel steht, wenn Profit über Sicherheit und institutionelle Macht über das Wohlergehen der Bürgerinnen und Bürger gestellt“ werde. Breiten Raum nehmen in der anderthalbstündigen Dokumentation die multiplen gesundheitlichen Folgen mit „unerklärlichen Krankheitssymptomen“ bei den Überlebenden der Katastrophe im Amsterdamer Immigrantenviertel Bijlmer ein. Zur Sprache kommt unter anderem ein Feuerwehrmann, der als Ersthelfer vor Ort war und eine Anwohnerin aus der Nachbarschaft. Da sie sich, anders als die Bewohner des beschädigten Hochhauses – überwiegend schwarze Migranten – eine teure medizinische Behandlung leisten konnte, geht es ihr inzwischen vergleichsweise wieder gut. Andere sind für den Rest ihres Lebens beeinträchtigt. Manche erhielten für die erlittenen Schäden umgerechnet 6.000 Euro an Schadensersatz. Mit der Durchsetzung ihrer Interessen hatten es die Geschädigten schwer, weil behauptet wurde, die zahlreichen und teils schwerwiegenden Symptome seien nicht auf die giftige Ladung des Flugzeugs, sondern auf Material des eingestürzten Hochhauses zurückzuführen.

## Darstellung in den Medien
- Absturz in Amsterdam (Originaltitel: Amsterdam Air Crash). Sekunden vor dem Unglück [Staffel 3; Folge 2].
- Hochhaus-Katastrophe (Originaltitel: High Rise Catastrophe). Mayday – Alarm im Cockpit [Staffel 15; Folge 3].
- Tödliche Fracht. Dokumentation; Teil 1 und 2.

## Dokumentationen
- Tödliche Fracht – Rätsel um Flug EL AL 1862. TV-Dokumentation von Noam Pinchas (Regie), IL/NL/F/D 2022.